# Заславский, Игорь Дмитриевич
Игорь Дмитриевич Заславский (арм. Իգոր Դմիտրիի Զասլավսկի; 29 октября 1932 — 12 октября 2019) — советский и армянский математик, участник диссидентского движения в СССР.

## Биография
Родился 29 октября 1932 года в Ленинграде в семье преподавателей.
Окончил школу с золотой медалью и математический факультет Ленинградского государственного университета (1954).
Работал младшим научным сотрудником в Научно-исследовательском институте связи (НИИС).
Арестован 26 марта 1957 года как участник подпольной организации Р. И. Пименова, 4 февраля 1958 года Ленинградским областным судом приговорён к 2 годам ИТК (ст. 58-10 ч. 1). Отбывал наказание в Мордовии в исправительно-трудовом лагере в поселке Явас, 11 ноября 1958 года освобождён.
В Ленинграде не брали ни на какую работу, и с трудоустройством помог Рафаэль Александрян, директор вычислительного центра АН Армянской ССР, принявший его на должность старшего инженера. В 1961 г. ВЦ реорганизован в Институт информатики и автоматизации.
С 1961 года — преподаватель Ереванского государственного университета и одновременно с 1961 заведующий отделом, с 1963 зав. лабораторией Института информатики и автоматизации АН Армянской ССР (НАН РА), в последнее время - главный научный сотрудник лаборатории математической логики.
Доктор физико-математических наук (1988), профессор (1992).
В 2000 году избран членом-корреспондентом НАН Армении.
Автор более 100 научных работ.
Читал в университете курсы математической логики, теории алгоритмов на русском и армянском языках.
Умер 14 октября 2019 года.
Сочинения:
- Տրամաբանության դերը փաստարկման պրոցեսում, 1998.
- Симметричная конструктивная логика. Ереван. 1978.
- Математические вопросы кибернетики и вычислительной техники, 1975.
- Трансформационная логика и логика символического языка, 1999.